# Mae Marsh
Mary Wayne (Mae) Marsh (Madrid, 9 november 1894 – Hermosa Beach, 13 februari 1968) was een Amerikaans actrice.
Marsh' vader stierf toen ze vier jaar oud was. Haar moeder hertrouwde en verhuisde de familie naar San Francisco. Hier overleed haar stiefvader bij de aardbeving van 1906. Haar groottante nam haar en haar zus, actrice Marguerite Marsh, hierna mee naar Los Angeles, in de hoop door te breken in de filmwereld.
Marsh kreeg een contract bij Biograph Studios en begon met kleine rollen in korte films. Haar debuut maakte ze in Ramona (1910), waar actrice Mary Pickford de titelrol in speelt. Haar doorbraak dankte Marsh ook aan Pickford. Pickford weigerde een rol in Man's Genesis (1912) die daarna naar Marsh ging. Regisseur D.W. Griffith was het gedrag van Pickford zat en gebruikte Marsh hierna regelmatig in films, waar in aanleg Pickford voor in aanmerking zou komen. Hij ontsloeg Pickford van The Sands of Dee en gaf Marsh de vervangende hoofdrol.
Marsh werd regelmatig tegenover Robert Harron en Lillian Gish ingezet. Ook had ze rollen in onder meer Griffiths Judith of Bethulia (1914), The Birth of a Nation (1915) en Intolerance: Love's Struggle Throughout the Ages (1916). Hierna signeerde ze een contract bij Samuel Goldwyn voor 2.500 dollar per week. De films die ze daarna maakte, bereikten nooit het succes dat de films van Griffith wel hadden. In 1925 stopte ze met acteren.
Na de opkomst van de geluidsfilm in 1928 keerde Marsh terug op het scherm. Haar rollen waren klein. Ze was nog kort te zien in onder meer Drums Along the Mohawk (1939), The Grapes of Wrath (1940), How Green Was My Valley (1941), The Song of Bernadette (1943), Jane Eyre (1944), Leave Her to Heaven (1945), My Darling Clementine (1946), Miracle on 34th Street (1947), Fort Apache (1948), The Snake Pit (1948), A Letter to Three Wives (1949), The Quiet Man (1952), Titanic (1953), A Star Is Born (1954) en The Searchers (1956).